# Кирсанов
Кирса́нов — город (с 1779 года) областного подчинения в Тамбовской области России, административный центр Кирсановского района, в состав которого не входит, являясь административно-территориальной единицей городом областного значения, образующим одноимённое муниципальное образование городской округ Кирсанов.

## География
Расположен на правобережном склоне долины реки Вороны (бассейн Дона), при впадении в неё реки Пурсовки, в 95 км (по автодороге и ЖД) к востоку от областного центра города Тамбова. Железнодорожная станция на участке Мичуринск — Ртищево Рязанско-Уральского железнодорожного хода Юго-Восточной железной дороги, автомобильная дорога Тамбов — Саратов.

## История

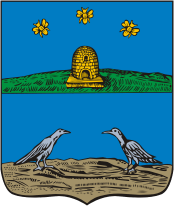
Герб (1781): «две птицы, именуемые травниками, в голубом поле»

Кирсанов впервые упоминается в 1702 году как селение при Красинском железоделательном заводе; первопоселенцем, по преданию, был уроженец села Устье Кирсан (Хрисан) Зубахин, давший имя Кирсанову. В 1733 году завод сгорел, и село было передано в дворцовое ведомство. С 1779 года Кирсанов утверждён как уездный город Тамбовского наместничества (с 1796 года — Тамбовской губернии).
В XIX веке Кирсанов — город купцов и мещан, центр обширного сельскохозяйственного района. В начале XIX в. утверждён план застройки города, состоящий из 16-ти пересекающихся под углом 90 градусов улиц и образующих 32 прямоугольных квартала с торговой площадью в центре города. Значительным толчком к развитию послужило проведение в 1870 году через Кирсанов участка Рязано-Уральской железной дороги Тамбов—Умёт и продление в 1871 году дороги до Саратова.
К началу XX века город стал местным центром торговли хлебом и другой сельскохозяйственной продукцией, в нём действовали элеватор, небольшие чугунолитейный, свечно-восковой и воскобойный, салотопенный, мыловаренный заводы, шерстомойки, проходили две ярмарки — Тихвинская (июнь) и Крестовоздвиженская (сентябрь); также имелись женская гимназия, два городских училища, несколько низших школ, амбулатория, ветеринарный пункт, земская и частная аптеки, пять церквей, Кирсановский Тихвинско-Богородицкий женский монастырь, богадельня имени Сосульникова.

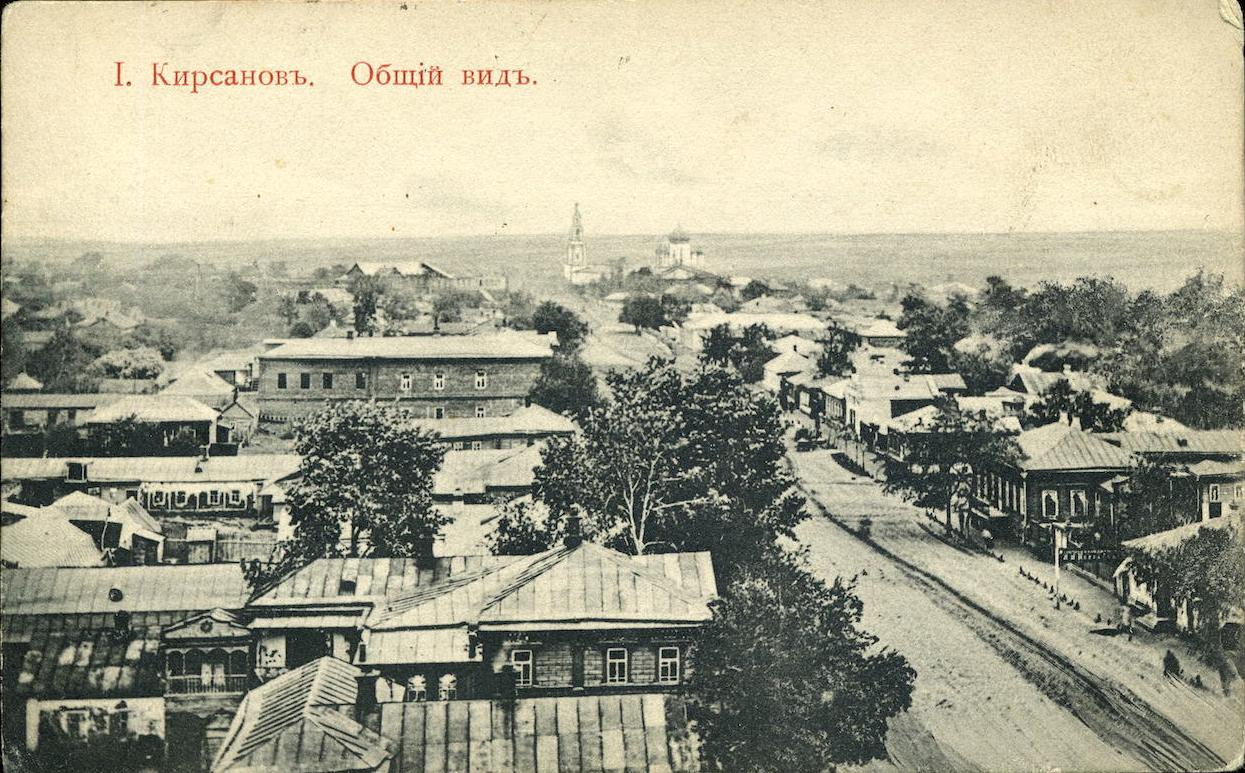
Общий вид. Вдали монастырь.Фото нач. XX века

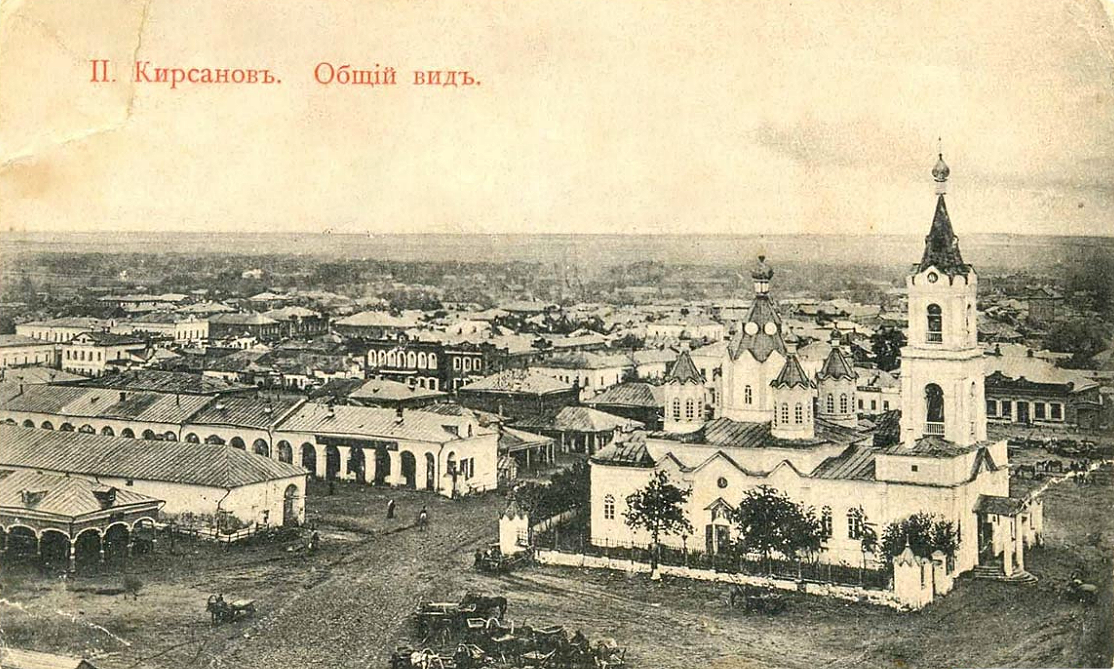
Ильинская церковь (утрачена) и торговые ряды XIX века. Фото нач. XX века.

В целом Кирсанов оставался доиндустриальным городом, где чиновники, другие служащие, дворяне, военные, духовенство, крестьяне преобладали над горожанами, занятыми в современных отраслях экономики.
В мае 1917 года в городе Кирсанове была свергнута местная власть и образована Кирсановская республика во главе с Александром Кузьмичем Труниным, которая продержалась до 14 июня того же года.
В 1920—1921 годах Кирсановский уезд был одним из центров крестьянского восстания в Тамбовской губернии (часто называемого «Антоновщиной» в честь возглавившего восстание А. С. Антонова, проведшего детство и юность вместе с родителями в Кирсанове, а в 1919 году служившего в должности начальника Кирсановской уездной милиции).

### Декрет об утверждении списка городов Тамбовской губернии
Всероссийский Центральный Исполнительный комитет
Декрет
от 6 декабря 1926 года
Об утверждении списка городов Тамбовской губернии
На основании Постановления Всероссийского Центрального Исполнительного Комитета и Совета Народных Комиссаров Р. С. Ф. С. Р. от 15 сентября 1924 года — Общее положение о городских и сельских поселениях и посёлках (Собр. Узак., 1924, № 73, ст. 726), Президиум Всероссийского Центрального Исполнительного Комитета постановляет:
- 1. Утвердить следующий список городов Тамбовской губернии: Тамбов, Козлов, Моршанск, Борисоглебск, Липецк, Кирсанов, Рассказово и Лебедянь.
- 2. Посёлок Грязи отнести к категории рабочих посёлков.
- 3. Поручить Экономическому Совещанию Р. С. Ф. С. Р., применительно к сему Постановлению, внести изменения в списки селений, включённых в табель ставок основной ренты.
Председатель Всероссийского Центрального Исполнительного Комитета М. КАЛИНИН
Секретарь Всероссийского Центрального Исполнительного Комитета А.КИСЕЛЕВ

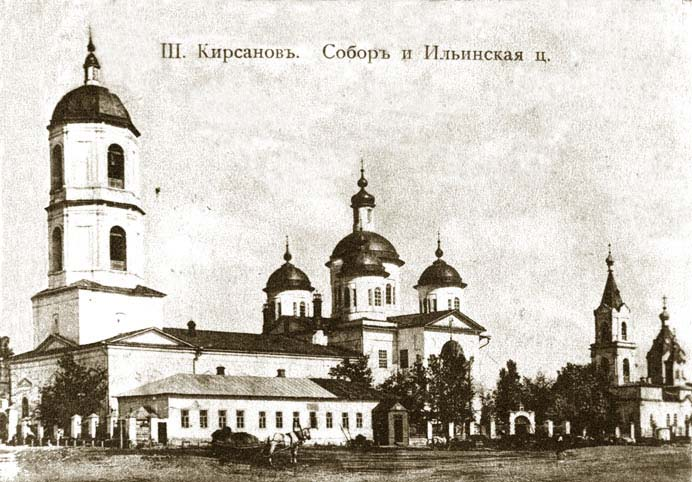
Базарная пл. Успенский Собор и Ильинская цер. Фото нач. XX века

В 1920-х — 1930-х годах строятся новые предприятия народной промышленности: маслозавод, птицекомбинат, элеватор, овощеконсервный завод, для их обслуживания строится литейно-механический завод который удовлетворяет и потребности железнодорожного транспорта, а тракторные мастерские с ремонтно-механическим производством обслуживают сельское хозяйство Кирсановского и соседних районов. К 1936 году, в городской промышленности, было занято более 1 000 человек. К 1939 году в городе действовали пять общеобразовательных школ, в том числе четыре — средние, педагогическое училище, педагогический факультет ВУЗа, техникум, школа медицинских сестер, музыкальная школа и множество кружков. В городе были открыты районный дом культуры, два кинотеатра, клубы, краеведческий музей, 9 библиотек, выходила районная газета «Кирсановская коммуна», работал самодеятельный народный театр. А численность население к этому году достигла около 13 700 человек.
В 1941 году в город было передислоцировано Гомельское военное пехотное училище.

## Население
| 1856    | 1897    | 1913    | 1926    | 1931    | 1959    | 1967    | 1970    | 1979    |
| ------- | ------- | ------- | ------- | ------- | ------- | ------- | ------- | ------- |
| 6000    | ↗9300   | ↗13 300 | ↘11 600 | ↗23 500 | ↘15 654 | ↗21 000 | ↗21 795 | ↘21 304 |
| 1989    | 1992    | 2000    | 2001    | 2002    | 2003    | 2005    | 2006    | 2009    |
| ↘20 754 | ↘20 100 | ↘20 000 | ↘19 800 | ↘18 506 | ↘18 500 | ↘18 400 | →18 400 | ↘17 948 |
| 2010    | 2011    | 2012    | 2013    | 2014    | 2015    | 2016    | 2017    | 2018    |
| ↘17 224 | ↘17 200 | ↘17 190 | ↗17 358 | ↘17 276 | ↘17 042 | ↘16 877 | ↘16 682 | ↘16 409 |
| 2019    | 2020    | 2021    |         |         |         |         |         |         |
| ↘16 229 | ↘16 092 | ↗16 164 |         |         |         |         |         |         |

На 1 января 2025 года по численности населения город находился на 753-м месте из 1124 городов Российской Федерации.

## Климат
Климат города умеренно континентальный, с умеренно-холодной, снежной зимой и тёплым, иногда жарким, достаточно влажным летом. По данным наблюдений в период 1940—2010 гг., среднегодовая температура составляет +5,3 °С, годовая норма осадков — 540—550 мм.
| Показатель                    | Янв.  | Фев.  | Март | Апр. | Май  | Июнь | Июль | Авг. | Сен. | Окт. | Нояб. | Дек. | Год |
| ----------------------------- | ----- | ----- | ---- | ---- | ---- | ---- | ---- | ---- | ---- | ---- | ----- | ---- | --- |
| Средний суточный максимум, °C | −7,3  | −6    | −0,6 | 11,3 | 20,6 | 24,7 | 26,3 | 24,9 | 18,7 | 9    | 1,4   | −4,5 | 9,9 |
| Средняя температура, °C       | −10,4 | −9,8  | −4,3 | 6,4  | 14,5 | 18,6 | 20,4 | 18,8 | 12,7 | 5    | −1,6  | −7   | 5,3 |
| Средний суточный минимум, °C  | −13,6 | −13,5 | −8,1 | 1,8  | 8,4  | 12,4 | 14,4 | 12,9 | 7,1  | 1,4  | −4,5  | −9,9 | 0,7 |
| Норма осадков, мм             | 41    | 34    | 33   | 30   | 46   | 51   | 67   | 52   | 49   | 44   | 50    | 47   | 544 |
| Источник: , Метеоинфо         |       |       |      |      |      |      |      |      |      |      |       |      |     |

## Галерея

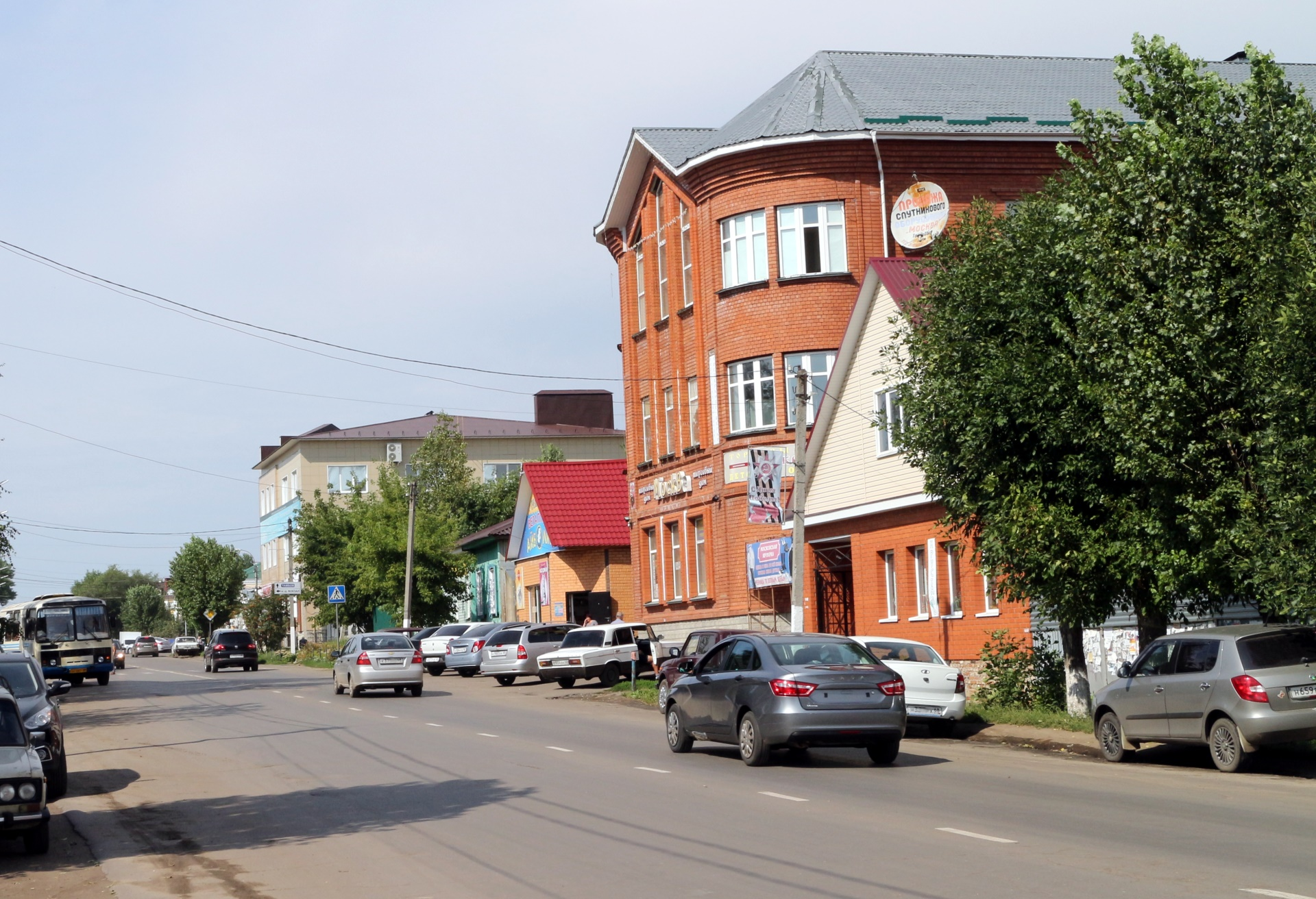
Кирсанов, одна из основных улиц, 2016 год.
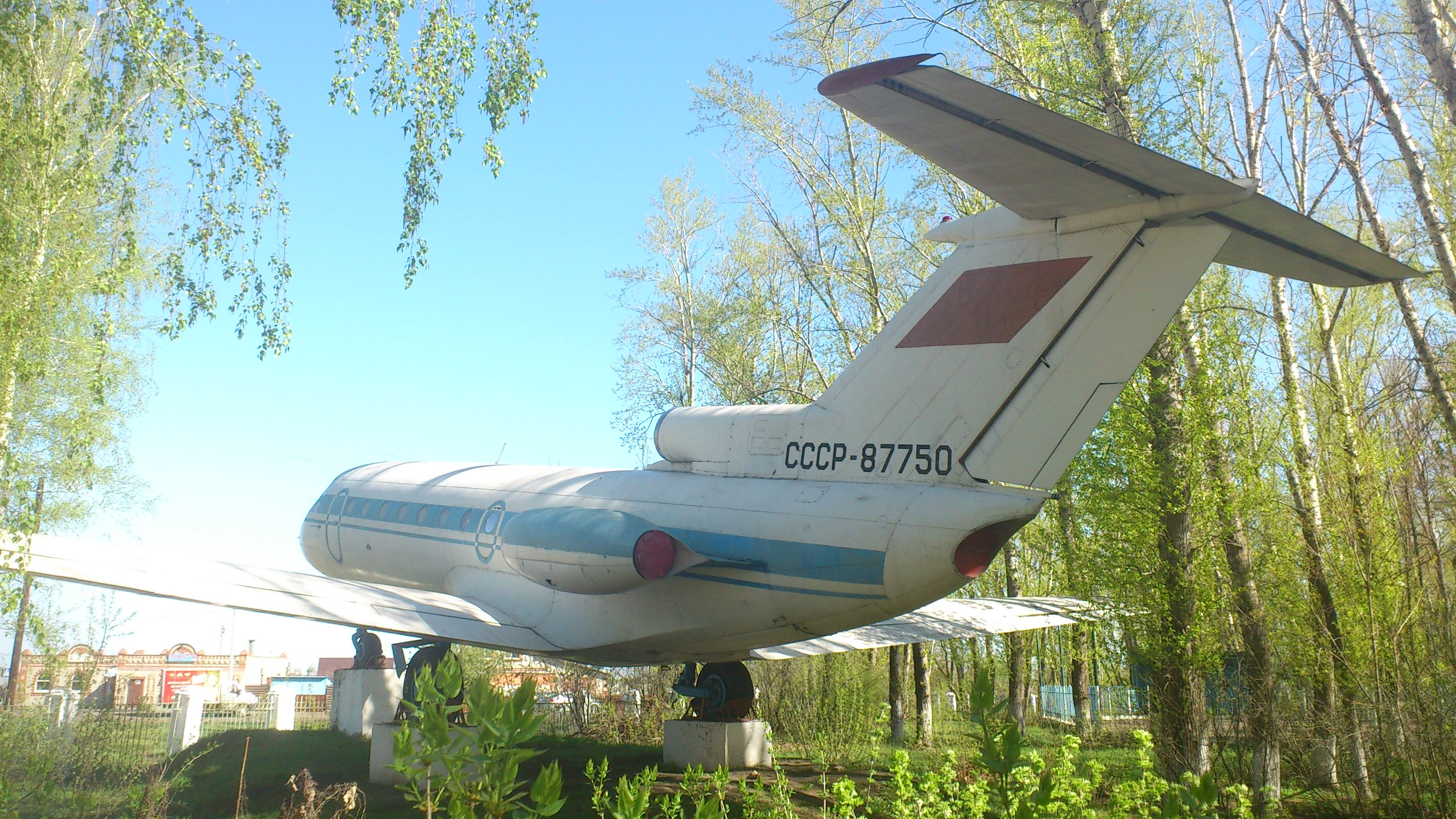
Самолёт Як-40 перед Кирсановским авиационно-техническим колледжем (КАТК ГА)
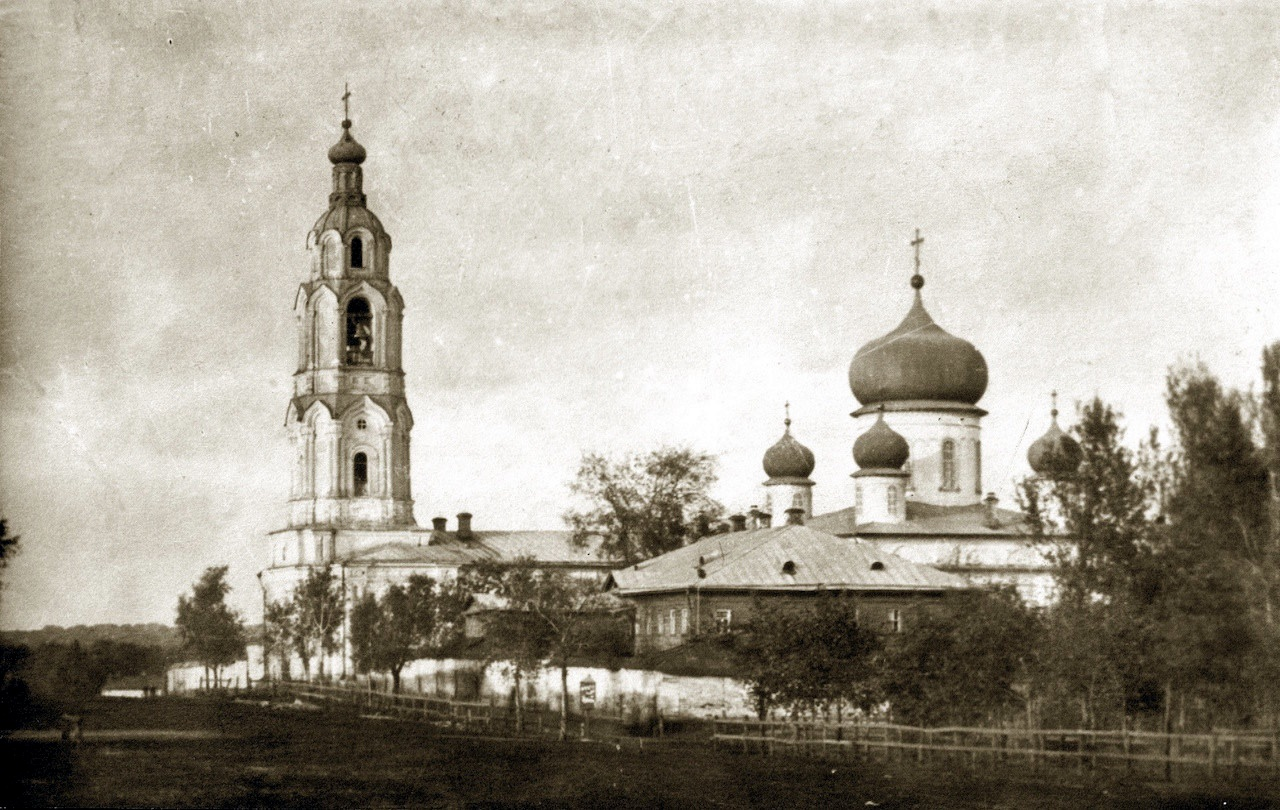
Церковь Тихвино-Богородицкого монастыря и колокольня. Фото 1911 г.
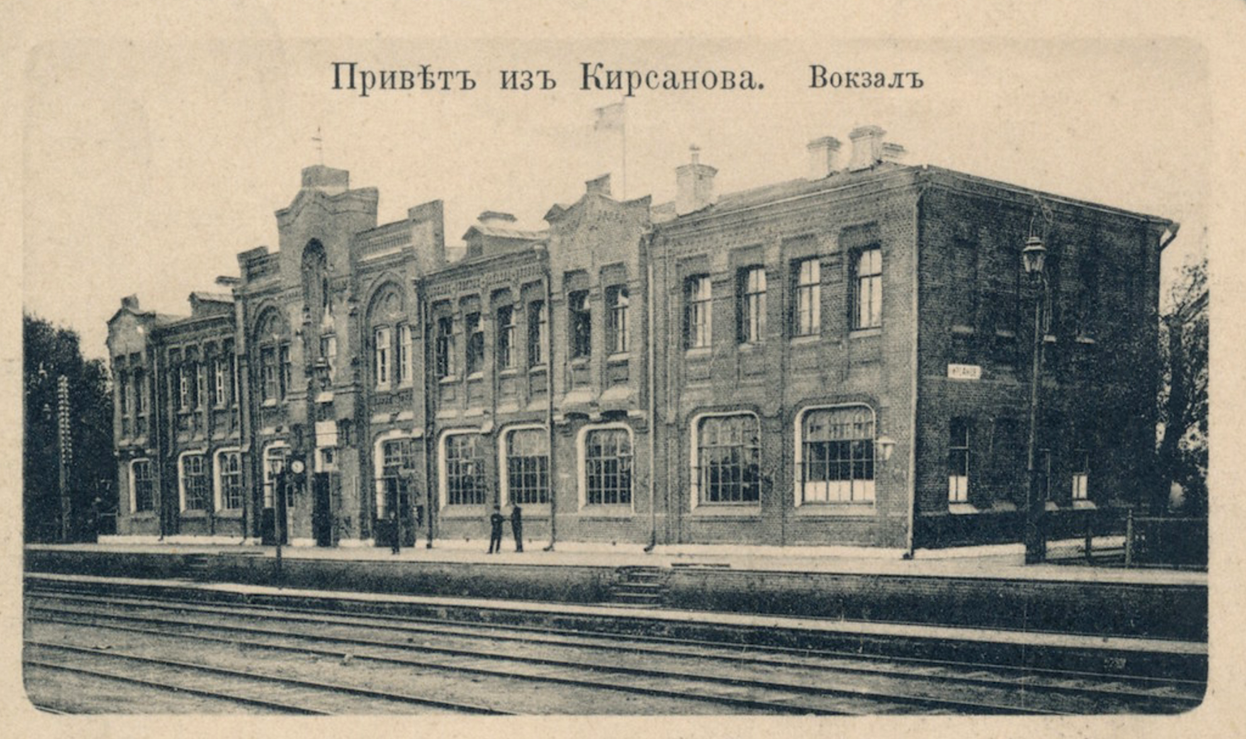
Кирсанов. Железнодорожный вокзал (осн. в 1870-х гг.). Фото нач. XX века.

## Современный Кирсанов
Город — центр сельскохозяйственного района. Предприятия:
- пищевой промышленности; заводы:
  - сахарный,принадлежит ГК АСБ[28], крупнейший в России с суточной производительностью в 20000 т. свеклы[29][30][31],
  - сухого обезжиренного молока,
  - овощеконсервный;
  - мелькомбинат,
  - мясо-птицекомбинат,
- машиностроения и металлообработки; заводы:
  - «Текстильмаш»,
  - Кирсановский механический завод,
- и лёгкой промышленности:
  - фабрика «Юность».

Облик центральной части Кирсанова до недавнего времени сохранял колорит русского провинциального города начала XX века. Но в XXI веке город принял более современный вид, появились светофоры на перекрёстках.
С 1960 года на месте конного завода (и последующего училища синоптиков и механиков) основано Кирсановское авиационно-техническое училище гражданской авиации КАТУГА, ныне КАТК ГА. Как колледж (с 1992 г.) готовит авиационных техников.
Кирсанов расположен посередине между двумя крупными промышленными городами Липецком (металлургия) и Саранском (машиностроение).

## Достопримечательности
Архитектурные памятники:
- собор Тихвинско-Богородицкого монастыря (XIX век, частично утрачен),
- кладбищенская Космодамианская церковь (храм святых бессребреников Космы и Дамиана) (1839 год; в интерьере настенные росписи, художник А. Д. Надеждин),
- Торговые ряды (1838—1841),
- Кирсановская земская управа (конец XIX века, ныне Центр детского творчества),
- земская больница (здание второй половины XIX века),
- Кирсановский железнодорожный вокзал (основан в 1870-е),
- Кирсановский купеческий клуб,
- Кирсановский краеведческий музей (действует с 1924 года в здании XIX века на улице Красноармейской),
- памятник погибшим кирсановцам в годы Великой Отечественной войны с Вечным огнём.